# مبادرة الطاقة المتجددة في أفريقيا
مبادرة الطاقة المتجددة في أفريقيا (AREI) هي مبادرة أفريقية تهدف إلى زيادة استخدام الطاقة المتجددة في القارة. 
يهدف البرنامج إلى إنشاء حلول متكاملة من شأنها تعزيز رفاهة الإنسان، وتوسيع نطاق الوصول إلى خدمات الطاقة النظيفة، ووضع الدول الأفريقية على مسار التنمية الصديقة للمناخ والمستدامة. 
حددت مبادرة الطاقة المتجددة في أفريقيا هدفًا لتثبيت 10 جيجاوات من الطاقة المتجددة بحلول عام 2020 (المرحلة الأولى - ناجحة) وما لا يقل عن 300 جيجاوات بحلول عام 2030 عندما تم تقديم المبادرة لأول مرة في عام 2015. 

## تاريخ
المبادرة الأفريقية للطاقة المتجددة (AREI) هي مبادرة تقودها أفريقيا. وكانت مجموعة الدول السبع، بقيادة ألمانيا ، قد أعلنت دعمها للمبادرة لأول مرة خلال قمة إلماو عام 2015. وأكدت مجموعة الدول السبع والمفوضية الأوروبية والسويد وهولندا دعمها للمبادرة خلال مفاوضات المناخ في باريس عام 2015. وتعهدوا بتقديم ما مجموعه 10 مليارات دولار أميركي من خلال مبادرات ثنائية ومتعددة الأطراف في الفترة من 2015 إلى 2020 لتوسيع نطاق الطاقات المتجددة. وأعلن وزير التنمية الألماني جيرارد مولر أن ألمانيا ستساهم بمبلغ ثلاثة مليارات يورو خلال نفس الفترة، من خلال القنوات الثنائية. 

## يطلق
تم إطلاق مبادرة الطاقة المتجددة في أفريقيا (AREI) في الأول من ديسمبر 2015، خلال مؤتمر الأطراف الحادي والعشرين في باريس، فرنسا ، من قبل رؤساء الدول والحكومات الأفريقية، وهي مسعى ثوري تقوده وتملكه أفريقيا ويهدف إلى الاستفادة من إمكانات الطاقة المتجددة الهائلة في القارة من أجل التنمية المستدامة والوصول الشامل إلى الطاقة.  

## الهيكل التنظيمي
وتعمل المبادرة في إطار هياكل مفوضية الاتحاد الأفريقي، والشراكة الجديدة من أجل تنمية أفريقيا (نيباد) ، والمجموعة الأفريقية للمفاوضين، والبنك الأفريقي للتنمية ، وبرنامج الأمم المتحدة للبيئة (يونيب) ، والوكالة الدولية للطاقة المتجددة (إيرينا) . 

## الأهداف
الأهداف العامة لمبادرة الطاقة المتجددة في أفريقيا هي:
• المساعدة في تحقيق التنمية المستدامة، وتعزيز الرفاهية، والتنمية الاقتصادية السليمة من خلال ضمان الوصول الشامل إلى كميات كافية من الطاقة النظيفة والمناسبة وبأسعار معقولة
• مساعدة البلدان الأفريقية على الانتقال إلى أنظمة الطاقة المتجددة التي تدعم استراتيجيات التنمية منخفضة الكربون مع تعزيز أمنها الاقتصادي وأمن الطاقة 

## مجالات العمل والمراحل
وتشتمل المبادرة على تسعة مجالات عمل تشمل رسم الخرائط، وتعزيز السياسات التحويلية، وبناء القدرات، والتمويل، بالإضافة إلى الضمانات ومشاركة أصحاب المصلحة المتعددين.
كما حددت AREI مرحلتين: المرحلة الأولى (2015-2019) بهدف تمكين توفير 10 جيجاوات من القدرة على توليد الطاقة المتجددة الجديدة والإضافية، والمرحلة الثانية (2020-2030) التي تستهدف 300 جيجاوات. 

## الشركاء / المنظمات الرائدة
- غينيا
- مصر
- ناميبيا
- تشاد
- كينيا
- لجنة رؤساء الدول الأفريقية المعنية بتغير المناخ
- مفوضية الاتحاد الأفريقي
- البنك الأفريقي للتنمية
- فرنسا
- الاتحاد الأوروبي [9]

## الإمكانيات
1. إمكانات هائلة: مبادرة الطاقة المتجددة في أفريقيا (AREI) كمحفز واعد لمواجهة تحديات الوصول إلى الطاقة وانخفاض الكربون
2. AREI كمنصة لتعزيز التعاون بين عموم أفريقيا
3. AREI كمروج لسياسات الطاقة التي تركز على الإنسان [10]